# Luca Cupido
Luca Cupido (Genova, 1995. november 9. –) világliga ezüstérmes olasz származású amerikai válogatott vízilabdázó, a Newport Beach WPC játékosa.

## Magánélete
1995. november 9-én született az olaszországi Genovában, Andrea és Danielle Cupido második gyermekeként. Egy bátyja van, Giacomo. Korábban a Rari Nantes Camogli együttesénél rögbizett.

## Eredmények

### Válogatottal
- Olimpiai játékok: 10. hely (Rio de Janeiro, 2016)
- Világbajnokság: 7. hely (Kazany, 2015); 13. hely (Budapest, 2017)
- Világliga: 4. hely (Bergamo, 2015); Ezüstérmes (Huizhou, 2016); 4. hely (Ruza, 2017)
- Világkupa: 4. hely (Almati, 2014)
- Pánamerikai játékok: Aranyérmes (Toronto, 2015)